# Lac Menéndez
Pour les articles homonymes, voir Menéndez.
Le lac Menéndez (en espagnol : lago Menéndez) est situé dans la province argentine de Chubut, en Patagonie. Il fait partie du système du lac Futalaufquen qu'il contribue à alimenter de ses eaux en ce sens que son émissaire est l'un des affluents du lac Futalaufquen. L'émissaire final de cette série de lacs est le río Futaleufú.

## Géographie
Ses coordonnées approximatives sont 42° 41′ S, 71° 50′ O.
Il est situé au sein du parc national Los Alerces. Il est d'origine glaciaire, et occupe l'ancien lit d'un glacier disparu à la fin de la dernière glaciation.  
Le lac Menéndez et ses environs sont d'une étincelante beauté. Le lac a la forme d'une étoile à trois bras. Le bras nord comme le bras sud-ouest plongent au cœur de la chaîne des Andes et sont dominés par des montagnes escarpées et enneigées, et par des glaciers.
L'extrémité de son bras nord reçoit les eaux du río Cisne, émissaire du lac del Cisne (lac du Cygne), distant de seulement 800 mètres.
L'émissaire du lac Menéndez, le puissant mais court río Menéndez prend naissance à l'extrémité de son bras sud-est, puis se dirige vers le nord-est. Après un parcours d'environ un kilomètre, il se déverse en rive droite dans le río de los Arrayanes, aux abords du lac Verde.

## Le lac en chiffres
- Sa surface se trouve à une altitude de 518 mètres.
- Sa superficie est de 55 700 000 m2 soit 55,7 kilomètres carrés (supérieure à celle du lac du Bourget en France).
- Sa profondeur moyenne est de 149,1 mètres.
- Sa profondeur maximale est de 287 mètres.
- Le volume d'eau contenu est de 8,31 milliards de m3 ou kilomètres cubes.
- La longueur de ses rives est de 70 kilomètres.
- Le temps de résidence des eaux est de 2,8 ans.
- La superficie de son bassin est peu importante : 715 km2.

Son émissaire a un débit de plus ou moins 90 mètres cubes par seconde à la sortie du lac, soit un peu moins de 3 milliards de tonnes annuellement. C'est un chiffre très important car il signifie un écoulement de plus ou moins 4 m3 cubes d'eau par mètre carré de surface de son bassin, ce qui correspond à une hauteur de précipitations de plus de 4 000 mm par an.